# Dana International

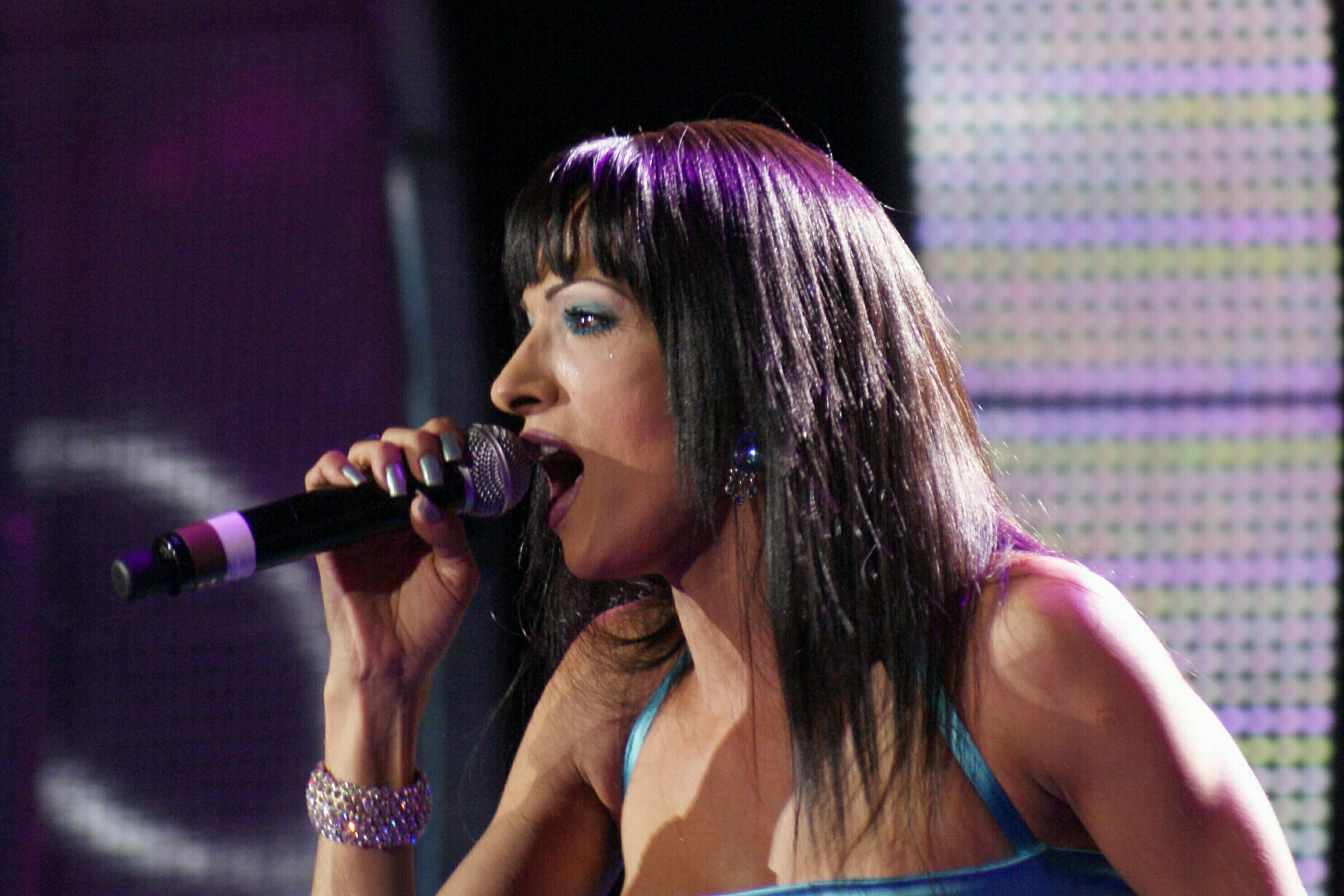

Sharon Cohen (n. 2 februarie 1972, Tel Aviv, Israel) este o cântăreață pop din Israel, câștigătoarea ediției a 44-a a Eurovision, acumulând un total de 172 de puncte cu cântecul său „Diva” pe muzică de Tzvika Pick.